# Grand Rapids Rise
Le Grand Rapids Rise sono una franchigia pallavolistica femminile statunitense, con sede a Grand Rapids (Michigan): militano nella Major League Volleyball.

## Storia
Le Grand Rapids Rise vengono fondate il 5 dicembre 2022, diventando la prima franchigia della Pro Volleyball Federation; viene inoltre annunciata la Van Andel Arena come sede di gioco. Nell'aprile 2023 vengono poi rivelati il nome della franchigia e i colori sociali.
Si spingono fino alla finale della Pro Volleyball Federation 2024, ma vengono sconfitte dalle Omaha Supernovas.

## Rosa 2025
| N° | Nome               | Ruolo | Data di nascita   | Nazionalità sportiva |
| -- | ------------------ | ----- | ----------------- | -------------------- |
| 1  | Sherridan Atkinson | O     | 15 luglio 1996    | Stati Uniti          |
| 2  | Elena Oglivie      | L     | 22 gennaio 2002   | Stati Uniti          |
| 3  | Valeria León       | L     | 21 novembre 1995  | Porto Rico           |
| 4  | Carli Snyder       | S     | 30 aprile 1996    | Stati Uniti          |
| 5  | Erika Pritchard    | S     | 19 ottobre 1999   | Stati Uniti          |
| 6  | Kaleigh Nelson     | O     | 4 agosto 1992     | Stati Uniti          |
| 7  | Raven Colvin       | C     | 24 giugno 2003    | Stati Uniti          |
| 8  | Marin Grote        | C     | 16 dicembre 1999  | Stati Uniti          |
| 10 | Alison Bastianelli | C     | 24 luglio 1997    | Stati Uniti          |
| 11 | August Raskie      | P     | 13 dicembre 1996  | Stati Uniti          |
| 13 | Paige Briggs       | S     | 13 dicembre 2000  | Stati Uniti          |
| 15 | Devyn Robinson     | O     | 9 luglio 2002     | Stati Uniti          |
| 17 | Alyssa Garvelink   | C     | -                 | Stati Uniti          |
| 19 | Jena Otec          | L     | -                 | Stati Uniti          |
| 20 | Eleanor Holthaus   | S     | 5 aprile 2000     | Stati Uniti          |
| 21 | Naya Shimé         | O     | -                 | Stati Uniti          |
| 22 | Camryn Turner      | P     | -                 | Stati Uniti          |
| 27 | Symone Abbott      | S     | 27 settembre 1996 | Stati Uniti          |

      Practice squad